# Sepioteuthis sepioidea
Espèce
Le Calmar de récif des Caraïbes (Sepioteuthis sepioidea) est une espèce de calmar de la famille des Loliginidés.

## Description

Calmar de récif des Caraïbes.

C'est un petit calmar nocturne, de couleur généralement vert, brun ou crème mais pouvant varier selon la volonté de l'animal (camouflage, chasse, défense, attraction de partenaire...). Dans tous les cas, il est tacheté de points clairs, et sa face ventrale est plus claire que la dorsale. Son corps (le « manteau ») est fuselé, parcouru par deux nageoires ondulantes qui se rejoignent à l'arrière de l'animal, et le font nager « à l'envers » (comme tous les calmars). Il est pourvu de dix tentacules (c'est un décapode), dont deux particulièrement longs, et destinés à la chasse, armés de puissantes ventouses. Ses yeux bleutés complexes sont particulièrement gros, adaptés à une bonne vision nocturne : ce sont les plus gros yeux du monde animal par rapport à la taille totale du corps de l'animal.

## Écologie et comportement

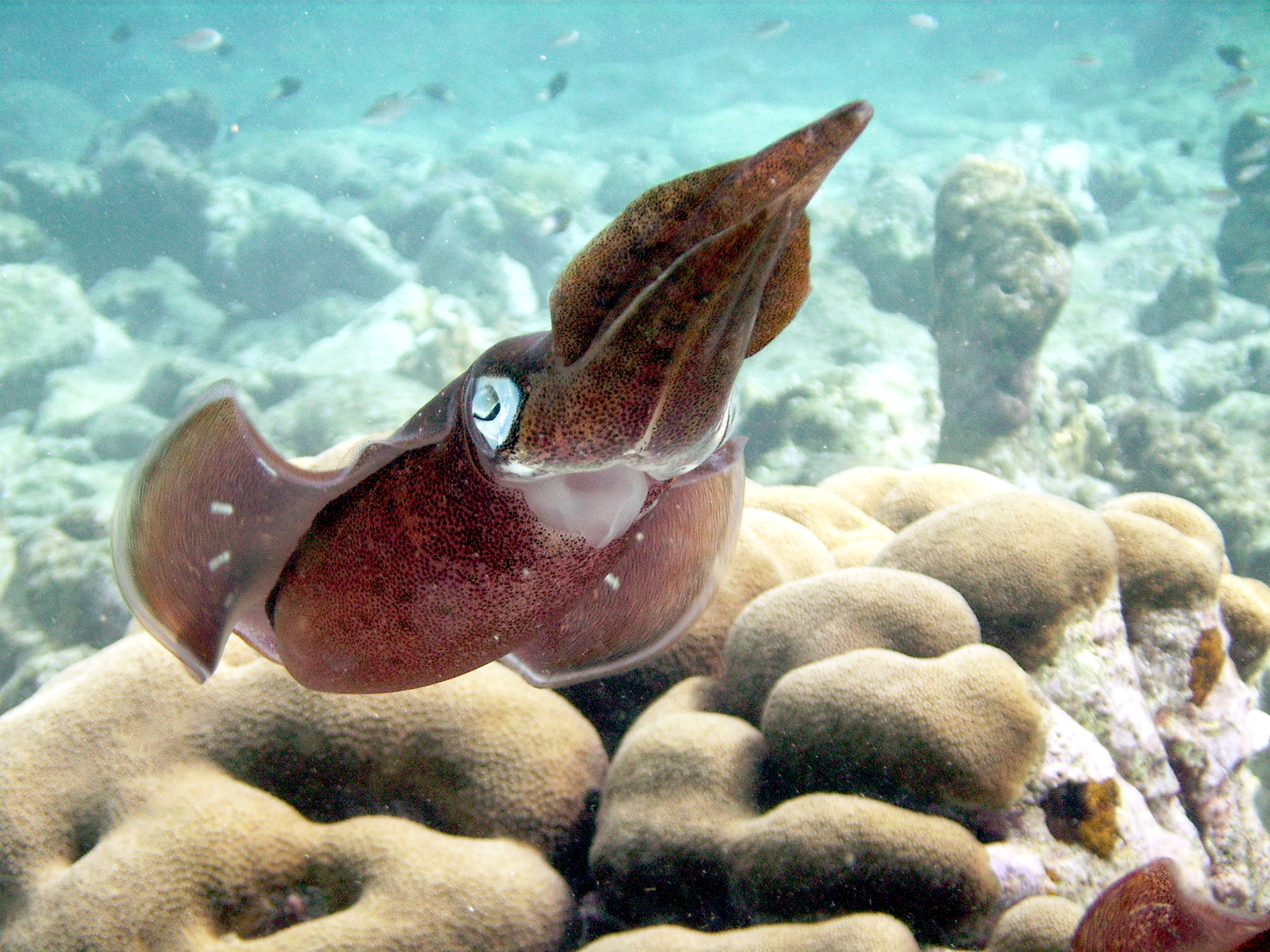
Calmar de récif des Caraïbes.

Sepioteuthis sepioidea vit principalement en bancs, notamment quand ils chassent de nuit. Ce calmar est un prédateur nocturne de poissons : sardines, anchois, harengule écailleux, hareng nain, athérines… À l'inverse, il est lui-même la proie de gros poissons carnivores comme des  Lutjanidés, Pomacentridés, Serranidés, Scombridés, Priacanthidés ou Sphyraenidés.

## Habitat et répartition
On trouve cette espèce dans tout l'Atlantique ouest tropical, notamment aux Caraïbes, aux Bahamas et en Floride. Il se rencontre principalement aux alentours des récifs coralliens, entre 0 et 20 m de profondeur, parfois plus pour les vieux. C'est un animal nocturne, qui vit caché dans le sable ou dans des anfractuosités pendant la journée.